# Neonesiotes hamatus
Neonesiotes hamatus is een spinnensoort uit de familie hangmatspinnen (Linyphiidae). De soort komt voor in Carolinen.